# Moulay Larbi
Moulay Larbi (în arabă موالي العربي) este o comună din provincia Saïda, Algeria.
Populația comunei este de 11.066 de locuitori (2008).